# Християнство в Італії
Найпоширенішою релігією в Італії є християнство, яке присутнє тут з апостольських часів. Більшість сповідує католицизм.

## Огляд
Згідно з опитуванням Global Religious Landscape, проведеним Форумом релігій та громадського життя Дослідницького центру П'ю (американський аналітичний центр), 83,3% жителів Італії — християни, 12,4% — нерелігійні, атеїсти або агностики, 3,7% — мусульмани, а решта 0,6% дотримуються інших релігій. За даними опитування, проведеного 2006 року Eurispes (італійський дослідницький центр), католики становили 87,8% населення. Згідно з тим самим опитуванням 2010 року, цей відсоток знизився до 76,5%. Інші джерела дають різні дані про ісламське населення Італії, зазвичай близько 2%.
За даними опитування Євробарометра 2005 року (проведеного від імені Європейської Комісії), 74% італійців «вірять в існування Бога», 16% «вірять, що є якийсь дух чи життєва сила», а 6% «не вірять в Бога, певного духа чи життєву силу».

## Католицизм
Католицизм є основною християнською деномінацією в Італії.
Італійська територія поділена на 225 католицьких єпархій та, згідно з церковною статистикою (що не враховує нині чинних членів), 96% населення країни хрещені як католики.
Церковне життя досить активне і, незважаючи на секуляризацію, найактивніші рухи та асоціації є католицькими, включаючи такі різноманітні організації, як Католицька Дія (AC), Associazione Guide e Scouts Cattolici Italiani (AGESCI), Причастя та звільнення (CL), Неокатехуменальний шлях, Рух Фоколяре, Християнські асоціації італійських робітників (ACLI) та ін., більшість з яких брали участь у громадській діяльності та часто приходили в італійську політику зі своїми представниками. Нинішній президент Італії Серджо Матарелла та колишній прем'єр-міністр Маттео Ренці були лідерами АС та AGESCI відповідно.

## Інші християнські деномінації
Окрім католицизму, є також декілька інших християнських деномінацій, такі як православ'я та греко-католицизм (серед іммігрантів) та протестантизм.

## Див.також
- Релігія в Італії
- Католицизм в Італії
- Протестантизм в Італії
- Православ'я в Італії
- Іслам в Італії